# Ббураго
Ббураго (на латиница Bburago, често погрешно изписвано като Burago) е италианска фирма производител на коли-играчки, базирана в Бураго ди Молгора, област Ломбардия. Второто б в името ѝ идва от фамилията на основателя ѝ – Марио Бесана.

## История
Фирмата започва производството на колички през 1974 г. под името Мартойс. Три години по-късно е прието името, което се е запазило.
Първите произведени модели са на съвременни спортни автомобили и лимузини в мащаб 1:24. По-късно фирмата пуска серия от олдтаймери в мащаб 1:18, както и модели в мащаб 1:43. Започва производството на модели за сглобяване от купувача, в същите мащаби. Тези комплекти за сглобяване съдържат и много ваденки, които известни с това, че в много малко случаи залепват за количките така, както трябва. Затова рядко се срещат добре построени модели. За разлика от комплектите за сглобяване, фабрично сглобените модели използват лепенки. Друга критика, отправяна към Ббураго е относно слабите пластмасови части на по-ранните модели, които лесно се износват, за разлика от здравите метални части.
Ббураго е първият производител, който пуска цяла серия модели в мащаб 1:18. Насочена предимно към колекционерите и е известна като серия „Диамант“. В началото се състои от модели на коли от 30-те години, впоследствие се появяват модели на коли от 50-те и 60-те, за да се стигне и до моделите на модерни коли. Първият модел на модел от диамантената серия – Ролс-Ройс Камарг – е с мащаб, различен от типичния за серията – 1:22.
След като вижда колекционния аспект на моделите расте, Ббураго се концентрира предимно в производството на 1:18 и 1:24 модели. Количките в по-малък мащаб, предназначени предимно за игра, стават по-малко детайлирани. През 90-те производители като Маисто и Роуд Чемпс объркват сметките на Ббураго. Техните 1:18 модели са с идентично качество като тези на Ббураго, но производството им е далеч по-евтино, защото се извършва в Далечния изток, докато Ббураго продължава да произвежда в Италия. В добавка, в началото на 21 век Ферари и компанията за производство на играчки Мател сключват ексклузивен договор за производство на модели на Ферари. Вследствие на този договор Ббураго, която има множество ферарита в сериите си, трябва да спре производството им. За фирмата това е много тежък удар, тъй като в последните години е вложила много пари за производството именно на ферарита.
През 2005 компанията обявява банкрут и е закупена от Маисто. Производството под марката Ббураго е преустановено. То обаче е възстановено под ново ръководство на фирмата.

## Редки модели
Ранните модели в мащаб 1:24 са осеобено ценни за колекционерите. Предполага се, че последните модели, произведени по време на старата управа на фирмата също ще добият висока стойност.
Счетани за най-ценни от ранните модели са Ланчия Бета седан, Иноченти Мини 120, Ламборджини Чийта 4х4, Рено 4L, Фиат 124 Спайдер Абарт, Алфета GTV и БМВ 3.0 CSL „Батмобил“. Други ценни модели са някои от произведените в ограничени количества с промоционална цел, като златисто-зеленият Ролс-Ройс Камарг, както и модели, пуснати за продажба само в континетална Европа, какъвто е Ланча Ипсилон в мащаб 1:24.
Изключително труден за намиране е последният модел, произведен преди банкрута – Пежо 907. Когато Ббураго спира производството на ферарита, нов модел на Ферари 360 Спайдер се е намирал в производство. Според някои слухове няколко от тези колички са излезли от завода. Ако това се окаже истина, те може би ще се превърнат в най-редките и ценни модели на Ббураго.

## Серии

### 1:14
- Grand Prix (1977 – 1984) – модели на болиди от Формула 1
- Grand Prix Kit (1980 – 1985) – модели на болиди от Формула 1 за сглобяване

### 1:18
- Mille Miglia (от 1999) – 6 олдтаймера от серията Special Collection със стартови номера и стикери Mille Miglia
- Gift Collection (от 1998) – коплект, състоящ се от модел в мащаб 1:18 и два в мащаб 1:24
- Gold Collection (от 1998) – състои се от изящно изработени топмодели
- Excel (1997 – 1998) – предишното име на Gold Collection серията
- Special Collection (от 1998) – стандартата серия в мащаб 1:18
- Diamonds (1977 – 1997) – предишното име на Special Collection
- Kit Collection (от 1998) – стандартната серия в мащаб 1:18 за сглобяване
- Kit Diamonds (1980 – 1997) – предишното име на Kit Collection
- Super Cartoons (1984 – 1986) – два модела с анимационни герои на Уолт Дисни
- De Luxe (1986 – 1996) – модели от серията Diamonds, монтирани на дървена поставка
- Executive (1990 – 1997) – модели от серията Diamonds, монтирани на дървена поставка
- Cycle – мотори
- Moto Kit – мотори за сглобяване

### 1:24
- Mille Miglia (от 1999) – 6 олдтаймера от серията Bijoux със стартови номера и стикери Mille Miglia
- Super (от 1976) – стандартната серия в мащаб 1:24; от 1979 със завиващи предни колела; предният капак и багажника при много модели не се отварят, често си използват стандартни джанти и гуми.
- Kit Super (от 1979) – стандартната серия в мащаб 1:24 за сглобяване
- Bijoux (от 1984) – по-изящна обработка отколкото при серията Super; предният капак и багажника се отварят; специални джанти и гуми.
- Kit Bijoux (от 1988) – серия Bijoux за сглобяване
- Vip (от 1988) – изработката е подобна на серията Bijoux
- 9000 (1982 – 1990) – „евтината“ серия: моделите са от серията Super; лепенките често са различни; джантите са жълти, а предните колела не са завиващи.
- Grand Prix (от 1982) – болиди от Формула 1
- Formula (от 1997) – болиди от Формула 1 с богати детайли
- Cartoons (1982 – 1987) – модели с анимационни герои или с допълнително оборудване (сърфове и др.)
- Martoys (1975 – 1976) – моделите преди преименуването на компанията

### 1:43
- Pocket (от 1993) – множество модели в мащаб 1:43 в различни цветове и с различни лепенки
- 4100 (1982 – 1992) – предишното име на серията Pocket
- 4800 (1985 – 1990) – модели от серията 4100 в специална опаковка
- 4000 (1988 – 1989) – като 4100, но с други лепенки и в кутия без прозрачно фолио
- Street Fire
- Street Tuners – модели със специални цветове, джанти и т.н.
- Gift Set (от 1986/1990) – комплект от 5 или 2 модела от сериите Pocket или 4100
- Tons (1977 – 1983) – 15 камиона Фиат с различни функции (кран, самосвал, хладилен камион и т.н.)

### 1:87
- Key Holders (от 1990) – хромирани ключодържатели изцяло от метал
- Key Holders Special (от 1993) – хромирани ключодържатели изцяло от метал в луксозна опаковка и с кадифеначантичка
- Design (1995 – 1996) – хромирани модели изцяло от метал (показани в каталога, но не са излезли от завода?)